# Hypotrachyna livida
Hypotrachyna livida är en lavart som först beskrevs av Taylor, och fick sitt nu gällande namn av Hale. Hypotrachyna livida ingår i släktet Hypotrachyna och familjen Parmeliaceae.   Inga underarter finns listade i Catalogue of Life.

## Källor

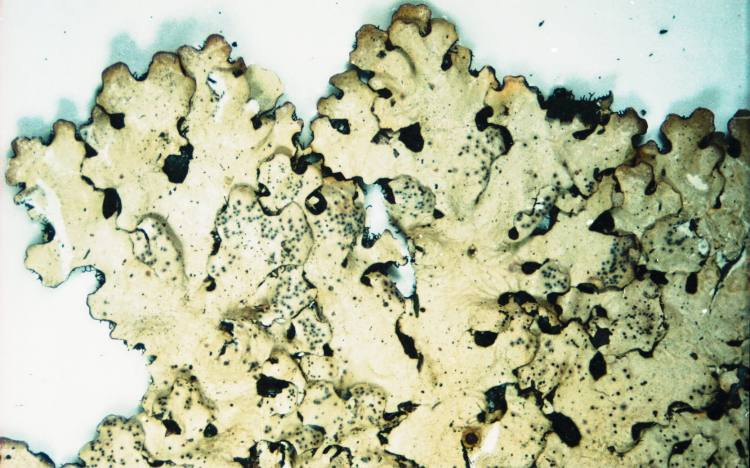
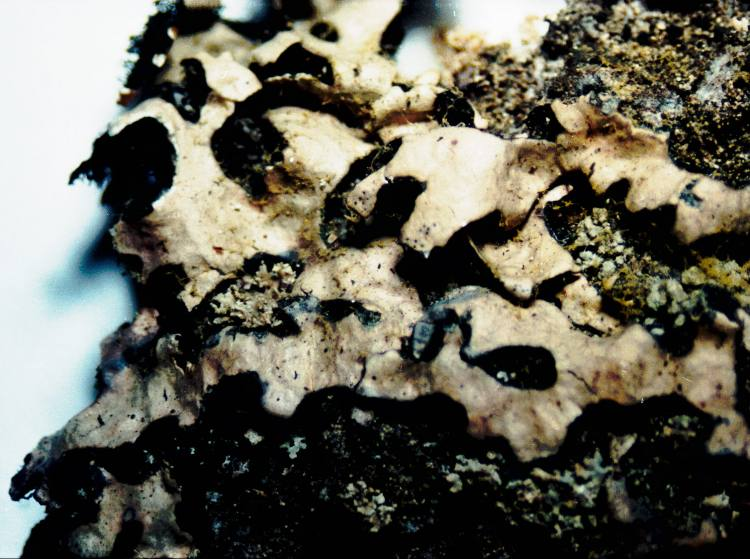
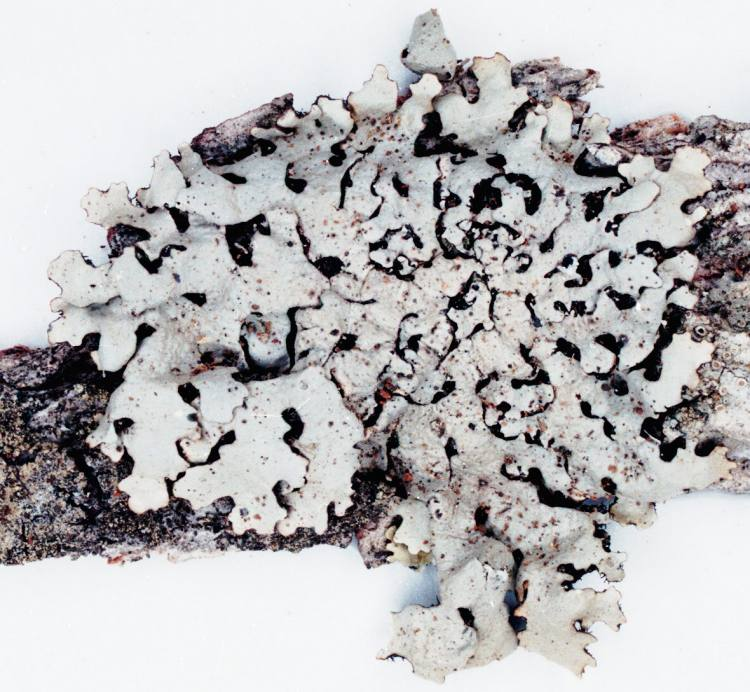